# 池戶站
池戶站（日语：／ Ikenobe eki */?）是位於香川縣木田郡三木町、隷屬於高松琴平電氣鐵道（琴電）長尾線的車站。車站編號為N10，現為無人車站。本站是列車離開高松市後的首站。

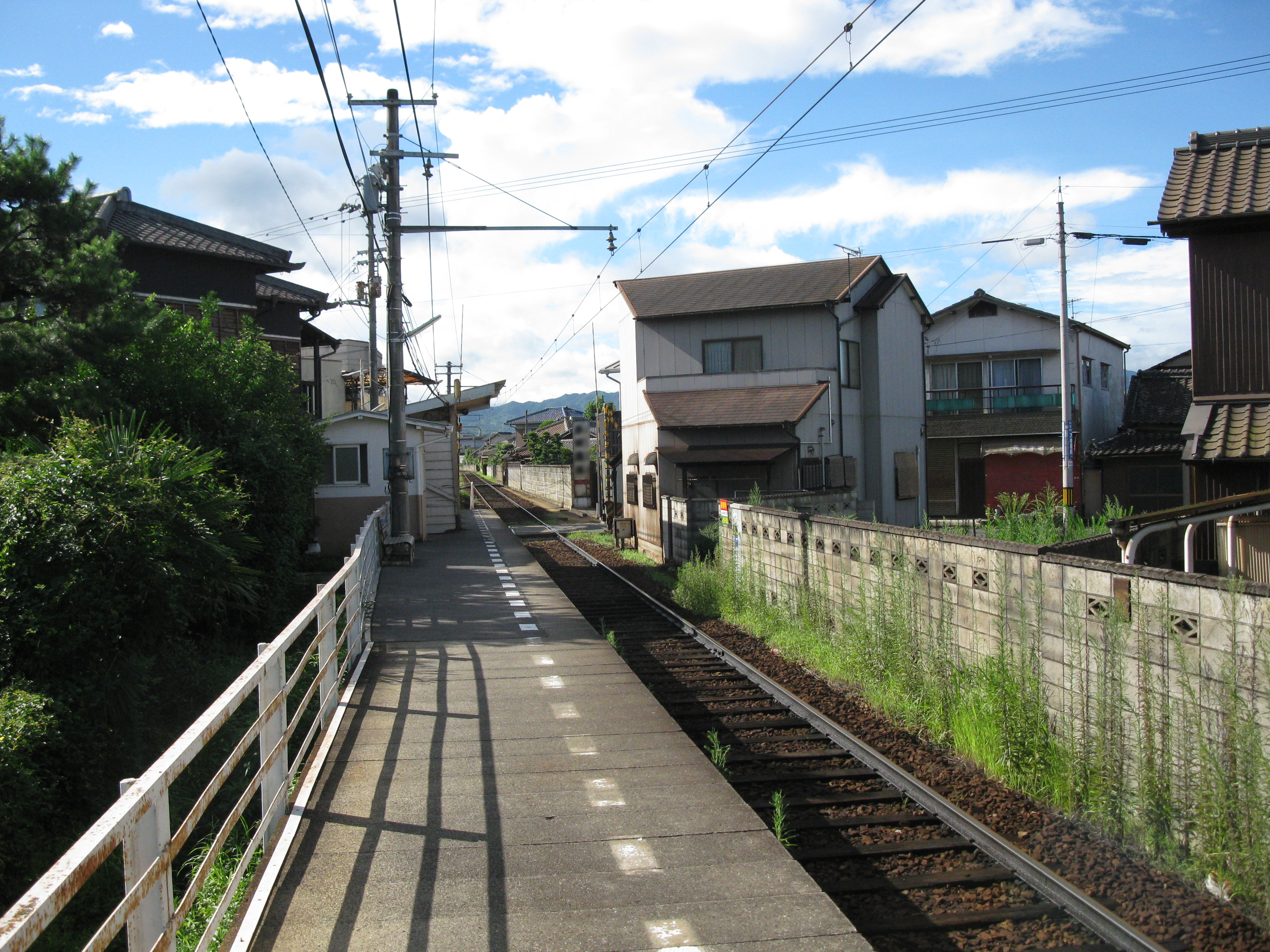
月台（2010年8月）

## 車站構造
採用簡易車站模式營運，車站機能全置於月台上的有蓋候車亭內。本站只設有一個出入口，位於月台末端靠近車路的一端，為無障礙斜道。

### 月台
設有側式月台1座，長約50米，近斜道頂端設有長約6米的有蓋候車亭一個，亭內裝設了1組對應上、下車的IC卡感應器、一部簡易式自動售票機及自動販賣機。而在候車亭旁則另建有1座簡易式洗手間。列車停靠時，往高松築港方向為右側上落；往長尾方向為左側上落。
在未使用IruCa前，在毎年8月第1個星期六和日舉行的「三木町池戶七夕節」，會在本站設置臨時車票發售小屋，並有琴電職員當值及售票。
| 路線     | 方向 | 目的地         | 備註 |
| -------- | ---- | -------------- | ---- |
| ■ 長尾線 | 上行 | 高松築港方向   |      |
| ■ 長尾線 | 下行 | 平木、長尾方向 |      |

## 歷史
- 1912年4月30日：車站啟用。

## 使用狀況
| 1日上落人數推斷 | 1日上落人數推斷 |
| 年度            | 1日平均人數     |
| --------------- | --------------- |
| 2011            | 472             |
| 2012            | 476             |
| 2013            | 479             |
| 2014            | 446             |
| 2015            | 450             |
| 2016            | 486             |
| 2017            | 481             |
| 2018            | 505             |
| 2019            | 488             |
| 2020            | 376             |
| 2021            | 376             |
| 2022            | 382             |

## 相鄰車站
高松琴平電氣鐵道
■長尾線
高田（N09）－池戶（N10）－農學部前（N11）

## 外部連結
- 高松琴平電鐵池戶站資訊 （页面存档备份，存于）（日語）